# Lim Boon Heng

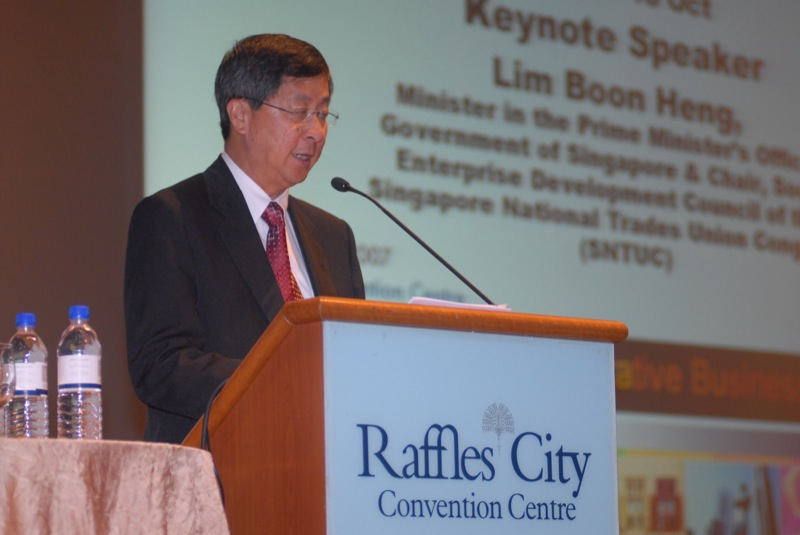
Lim in 2007 als minister

Lim Boon Heng (Chinees: 林文兴, Pinyin: Lín Wénxīng; Singapore, 18 november 1947) is een Singaporees oud-politicus en bestuurder. Als vertegenwoordiger van de regerende People's Action Party (PAP), was hij tussen 1980 en 2011 parlementslid en tussen 2001 en 2011 lid van het kabinet. Tussen 2004 en 2011 was hij ook partijvoorzitter.
Lim was actief in de vakbondsbeweging en was voorzitter van NTUC Enterprise Co-operative, vice-voorzitter van de Singapore Labour Foundation, secretaris-generaal van het National Trades Union Congress (NTUC) en vice-voorzitter van de People's Association.
In 2013 trok Lim zich terug uit de politiek en werd hij voorzitter van Temasek Holdings, het investeringsbedrijf van Singapore.

## Levensloop
Lim groeide op op een kleine boerderij in Punggol, Singapore. Als kind ging hij naar de Montfort Junior School (1955–1960) en de Montfort Secondary School (1961–1966). In 1967 ontving Lim een Colombo Plan Scholarship en studeerde scheepsarchitectuur aan de universiteit van Newcastle upon Tyne. Na zijn afstuderen in 1970 trad hij in dienst bij Neptune Orient Lines (NOL) als scheepsarchitect. In 1971 ontving hij een eenjarige NORAD (Noors) Fellowship voor praktische training in Oslo, wat leidde tot een diploma in internationale scheepvaartinspectie. Lim werd tweemaal in het buitenland aangesteld om toezicht te houden op de bouw van de nieuwe schepen van NOL: in Denemarken (1972–1974) en Japan (1976–1977). In 1978 werd hij gepromoveerd tot Manager Corporate Planning, terwijl hij tegelijkertijd de functie bekleedde van Manager Liner Services.

## Politiek
In 1980 werd Lim benaderd door de latere premier Goh Chok Tong om zich kandidaat te stellen voor het parlement. Lim werd verkozen tot parlementslid voor Kebun Baru (1980–1991). Lim suggereerde het concept van gemeenteraden in 1984 en werd in 1986 voorzitter van de eerste gemeenteraad in Ang Mo Kio West. Hij was parlementslid voor de districten Ulu Pandan (1991-2001) en Jurong (Jurong Central) (2001-2011). Lim was voorzitter van de parlementaire regeringscommissie voor Arbeid (1987–1991) en vice-voorzitter van het parlement (1989–1991).
Lim trad voor het eerst toe tot het kabinet toen hij in oktober 1993 werd benoemd tot minister zonder portefeuille (later omgedoopt tot minister in het kabinet van de premier), een positie die hij tot 2011 zou behouden. Voor zijn benoeming in het kabinet, werd hij in 1991 benoemd tot senior minister of state (staatssecretaris) bij het ministerie van Handel en Industrie en later in 1993 tot second minister (assistent-minister). In 1996 was hij penningmeester van het Centraal Uitvoerend Comité van de PAP en in 2004 werd hij voorzitter van het Centraal Uitvoerend Comité van de PAP. In 2007 werd Lim benoemd tot voorzitter van de Ministeriële Commissie voor Vergrijzing om toezicht te houden op kwesties die verband hielden met de snel vergrijzende bevolking van Singapore.
Lim was voorzitter van de National Productivity Board (1991-2003), later bekend als de Productivity and Standards Board en vervolgens de Standards, Productivity and Innovation Board (SPRING Singapore). Lim was ook voorzitter van de Skills Development Council (1999-2002).
Lim was de voorzitter van de Cost Review Committee om de kosten van levensonderhoud in Singapore te onderzoeken.
Lim kondigde in 2011 zijn afscheid uit de politiek aan. Hij haalde ook de krantenkoppen toen hij in tranen uitbarstte toen hij in de media reageerde op de vraag of er sprake was van groepsdenken onder PAP-politici. Hij vertelt hoe het kabinet diep verdeeld was over de vraag of er een casino in Singapore moest worden opgezet, en hoe hij worstelde met die beslissing.

## Vakbondscarrière
Lim heeft een lange carrière bij de vakbondsbeweging in Singapore. Hij bracht 26 jaar door bij het National Trades Union Congress waarvan de laatste 13 jaar als secretaris-generaal. Hij klom op van de functie van adjunct-directeur (1981–1983) tot adjunct-secretaris-generaal (1983–1987) en adjunct-secretaris-generaal (1987–1991). Daarna werkte hij voor twee jaar bij het Ministerie van Handel en Industrie (1991–1993). Bij zijn terugkeer bij de NTUC werd hij tot secretaris-generaal gekozen en diende hij nog eens vier termijnen, totdat hij in december 2006 aftrad om plaats te maken voor Lim Swee Say.
Lim is sinds 2000 voorzitter van de vakbond voor ouderenzorg (NTUC Eldercare) en sinds 1997 vice-voorzitter van de Singapore Labour Foundation. Na zijn pensionering bij NTUC helpt Lim toezicht te houden op het netwerk van negen coöperaties van de arbeidersbeweging. Momenteel is hij voorzitter van de Social Enterprises Development Council.
Lim was van 1981 tot 1991 lid van de Nationale Loonraad. Lim speelde een belangrijke rol bij het aandringen op een flexibel loonsysteem om oudere werknemers te helpen hun baan te behouden en banen te behouden in moeilijke economische tijden.
Lim wist vakbondsleiders ervan te overtuigen de bezuinigingen op en hervormingen van het Central Provident Fund (CPF, het nationale pensioenfonds) tijdens de recessie van 1998 te steunen. Hij riep ook vakbondsleiders en werknemers op om herstructurering van belangrijke bedrijven als PSA International en Singapore Airlines (SIA) te steunen.
Zich bewust van de vele kritiek op het dragen van de twee petten – die van NTUC-chef en minister in het kabinet – betoogde Lim dat deze regeling de vakbonden invloed gaf op publieke beleidsvorming op het hoogste niveau. Hij stelde dat vakbonden en de overheid hetzelfde doel hebben: het verbeteren van de levens van werknemers.
In augustus 1996 ontving Lim een eredoctoraat in bedrijfskunde van het Royal Melbourne Institute of Technology voor zijn rol bij het ontwikkelen en bevorderen van driehoeksrelaties tussen overheid, werkgevers en werknemers in Singapore. In november 1996 ontving Lim een eredoctoraat in burgerlijk recht van zijn alma mater, de Universiteit van Newcastle upon Tyne, vanwege zijn combinatie van "academische onderscheiding, zakelijk inzicht, politieke betrokkenheid en sociale betrokkenheid". In 2007 eerde de NTUC Lim met de onderscheiding Distinguished Comrade of Labour voor zijn bijdragen aan de vakbondsbeweging. De NTUC erkent dat Lim een sleutelrol heeft gespeeld bij het opbouwen van vertrouwen tussen tripartiete partners in de tumultueuze jaren negentig, toen Singapore werd opgeschrikt door recessies, banenverlies en economische herstructureringen.
Lim was ook de uitvoerend secretaris van SMMWU (1981–1991) en adviseur van 11 vakbonden die bij de NTUC waren aangesloten. Hij was voorzitter van het NTUC Pasir Ris Resort Management Committee (1988–1992), voorzitter van de NTUC Club (1993–2006) en benoemend gouverneur van het Ong Teng Cheong Institute of Labor Studies (OTC-ILS) (1993–2006).
In 2013 werd de Lim Boon Heng Scholarship opgericht om Singaporese studenten te helpen die inwoners zijn van de kiesdistricten Jurong Central en Jurong Spring en die een aanvraag hebben ingediend voor toelating tot of hoger onderwijs volgen aan de universiteiten van Singapore.

## Postpolitieke carrière
Nadat Lim zich in 2011 terugtrok uit de politiek, werd hij in juni 2012 benoemd tot directeur bij Temasek Holding. In juli 2013 maakte de investeringsmaatschappij zijn benoeming als voorzitter bekend, ter vervanging van de aftredende S. Dhanabalan.
Lim is ook de voorzitter van NTUC Enterprise Co-operative. en behoudt zijn positie als vice-voorzitter van de Singapore Labour Foundation.

In 2017 drong Lim er bij de Singaporezen op aan om zo lang mogelijk te blijven werken, omdat langer werken gezondheidsvoordelen kan bieden en hen een gevoel van doelgerichtheid kan geven.
"We moeten werken zolang we kunnen en willen werken, ook al mogen we niet hetzelfde loon verwachten."
In 2018 nam Lim deel aan een rondetafelgesprek om te discussiëren over de verdiensten van het Progressive Wage Model in Singapore versus een universeel minimumloon .